# Tom Naegels
Tom Naegels (Antwerpen, 14 oktober 1975) is een Belgisch schrijver en journalist.

## Levensloop
Naegels voltooide zijn middelbare studies in het Koninklijk Atheneum 2 in Antwerpen en studeerde later Germaanse Talen aan de universiteit van Antwerpen (de toenmalige UFSIA en UIA). Vandaag woont hij in het Antwerpse district Berchem.
Als kind ondernam hij zijn eerste pogingen tot literatuur, maar het duurde tot 1993 voor een van zijn creaties in druk verscheen. Het ging om een genummerde oplage van een poëziebundel, Feest bij de Kleine Godin. In 1995 werd het verhaal Elise! opgemerkt en twee jaar later gaf uitgeverij Manteau de verhalenbundel Het heelal in! Vijf stukjes van de kosmos uit. De bundel en de jonge auteur kregen veel aandacht van de pers. Een tweede roman, Meester Kader (1999), volgde. Naegels begon te werken als journalist, columnist en ghostwriter, maar dat verminderde zijn literaire productie niet. In 2001 verscheen het kinderverhaal Hoe ik vergeten raakte, en in 2002 de roman Walvis.
In 1999 begon Naegels zijn journalistieke carrière bij de Antwerpse stadskrant De Nieuwe Gazet, waarvoor hij onder andere een wekelijkse pagina over de ZOO Antwerpen schreef. Vanaf 2003 schreef Naegels de wekelijkse column Spijkerschrift voor de zaterdageditie van de krant De Standaard. Van 2011 tot 2016 was hij er ombudsman. Nadien werd hij er opnieuw columnist.
In 2005 werd Los gepubliceerd. De roman was tegelijkertijd een liefdesverhaal en een portret van Antwerpen als een document over de samenlevingsproblemen. Naegels werd dan ook geregeld een journalistiek schrijver genoemd. De roman werd bekroond met de Seghers Literatuurprijs. De roman stond ook op longlist voor de Libris Literatuur Prijs 2006. Los werd in 2008 verfilmd door Jan Verheyen.
Deze roman Los was ook de aanleiding voor theater 't Arsenaal om Naegels te vragen voor hen een toneelstuk te schrijven, dat in 2009 verscheen in boekvorm en net als het theaterstuk Beleg heet.
In 2006 werd in samenwerking met Saida Boujdaine, de schoonzuster van Dyab Abou Jahjah, het Boek Saïda geschreven over haar leven en problemen.
In 2021 bracht Naegels na zes jaren onderzoek Nieuw België, een migratiegeschiedenis uit, een non-fictieboek over het Belgische migratiebeleid van na de Tweede Wereldoorlog tot en met de jaren 70. In 2022 won hij met dit boek als eerste de prijs "Belangrijkste Boek van het jaar", die spraakmakende maatschappelijke non-fictie bekroont.

### Boeken
- Het heelal in! (1997)
- Meester Kader (1999)
- Hoe Ik Vergeten Raakte (2001)
- Walvis  (2002)
- Wandelgids Antwerpen boekenstad (2004)
- Los  (2005)
- Het boek Saïda (2005)
- Beleg (2009)
- Stationsroman - i.s.m. Herman Brusselmans e.a. (2009)
- Stories for Life - i.s.m. Dimitri Verhulst e.a. (2009)
- Alles of Niets - Vlaanderen op Zoek naar Zichzelf (2013)
- Nieuw België - Een Migratiegeschiedenis 1944-1978 (2021)

### Toneelstukken
- Beleg (2006)